# جوزيف بارينت
جوزيف بارينت هو سياسي كندي، ولد في 8 يناير 1835، وتوفي في 29 يونيو 1912 في مدينة كيبك في كندا. نشط حزبياً في حزب كيبيك الليبرالي. وقد انتخب عضو الجمعية الوطنية في كيبك ‏.